# Racionalização
Na sociologia, racionalização se refere a um processo no qual um número crescente de ações sociais se baseia em considerações de eficiência teleológica ou de cálculo, em vez de motivações derivadas da moral, da emoção, do costume ou da tradição. Muitos sociólogos consideram a racionalização como um aspecto central da modernidade, que se manifesta especialmente na sociedade ocidental, em aspectos como o comportamento no mercado capitalista, a administração racional do Estado e a expansão da ciência e tecnologia modernas.
Muitos sociólogos, teóricos críticos e filósofos contemporâneos têm argumentado que a racionalização, falsamente assumida como progresso, tem um impacto negativo de desumanização da sociedade, distanciando a modernidade dos princípios centrais do Iluminismo. Os fundadores da sociologia atuavam como uma reação crítica à racionalização:

## Racionalização e capitalismo
A racionalização formou um conceito central na fundação da sociologia clássica, especialmente no que diz respeito à ênfase que a disciplina colocou - por contraste com a antropologia - sobre a natureza das sociedades ocidentais modernas. O termo foi apresentado pelo influente antipositivista alemão, Max Weber, e seus temas tiveram paralelo nas críticas da modernidade estabelecidas por numerosos estudiosos. Uma rejeição da filosofia dialética da história e do evolucionismo sociocultural informa o conceito.
Weber demonstrou um exemplo de racionalização em A Ética Protestante e o Espírito do Capitalismo, obra na qual aponta que certas denominações protestantes, principalmente o calvinismo, adotaram uma forma de lidar com a "ansiedade de salvação" através de meios racionais de ganho econômico. As conseqüências racionais dessa doutrina, segundo o autor, logo se tornaram incompatíveis com suas raízes religiosas, e assim estas últimas acabaram por ser descartadas. Weber continua sua investigação sobre esse assunto em trabalhos posteriores, nomeadamente nos seus estudos sobre a burocracia e as classificações de autoridade (ou dominação). Nesses trabalhos, ele faz alusão a um movimento inevitável para a racionalização.
Weber acreditava que um movimento no sentido da autoridade racional-legal era inevitável. Na autoridade carismática, a morte de um líder encerra o poder dessa autoridade e só através de uma base racionalizada e burocrática pode essa autoridade ser passada adiante. As autoridades tradicionais, nas sociedades racionalizadas, também tendem a desenvolver uma base racional-legal para melhor garantir uma adesão estável.
Enquanto em sociedades tradicionais, como o feudalismo, o governo é gerido sob a liderança tradicional, por exemplo, de uma rainha ou de um chefe tribal, as sociedades modernas funcionam sob sistemas racionais-legais. Uma característica positiva em tais sistemas, representados pelos contemporâneos sistemas democráticos, é que tentam remediar as questões qualitativas (como a discriminação racial) com meios quantitativos racionalizados (no caso, a positivação dos direitos civis). Por outro lado, em sua obra Economia e sociedade, Weber descreveu os efeitos últimos da racionalização como levando a uma "noite polar de gélida escuridão", em que a crescente racionalização da vida humana encarcera os indivíduos em uma "jaula de ferro" (ou "rija crosta de aço", "carapaça rígida como aço") de controle racional baseado em regras.
Jürgen Habermas argumenta que, para entender a racionalização corretamente, deve-se ir além da noção de racionalização de Weber, distinguindo entre a racionalidade instrumental, que envolve cálculo e eficiência (isto é, que reduz todas as relações a relações entre meios e fins), e a racionalidade comunicativa, que implica o alargamento do alcance da compreensão mútua na comunicação, a capacidade de expandir esse entendimento por meio do discurso reflexivo sobre a comunicação e a subordinação da vida social e política a esse entendimento ampliado.

### O Holocausto: modernidade e ambivalência

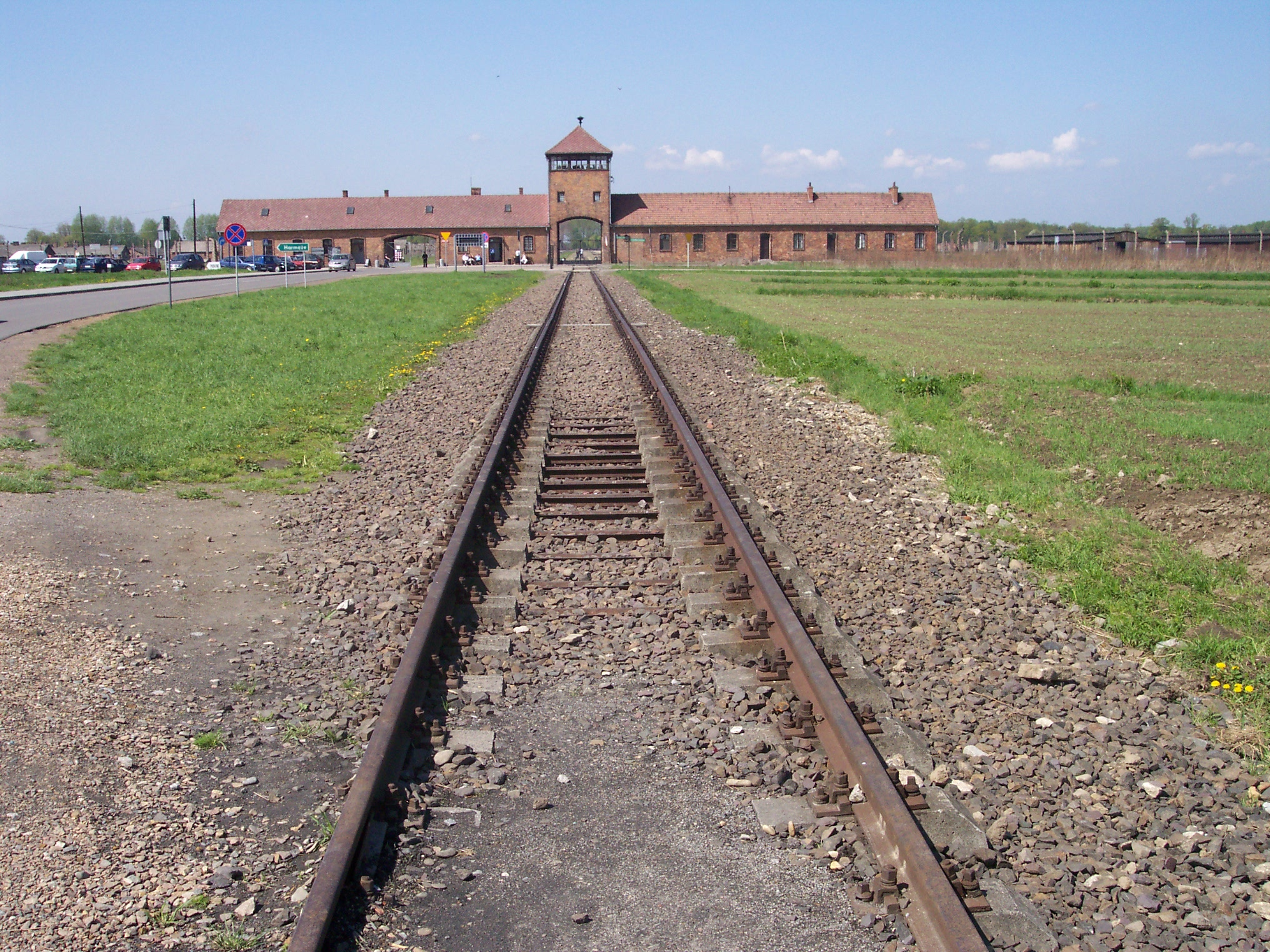
A linha de trem que conduzia ao campo de extermínio de Auschwitz II (Birkenau).

Para Zygmunt Bauman, a racionalização como uma manifestação da modernidade pode estar intimamente associada com os acontecimentos do Holocausto. Em Modernidade e Ambivalência, Bauman objetivou oferecer uma exposição das diferentes abordagens que a sociedade moderna adota em face do estrangeiro. Ele argumentou que, por um lado, em uma economia orientada para o consumidor, o estranho e o desconhecido são sempre sedutores. Em diferentes estilos de comida, diferentes modas e no turismo, é possível experimentar o fascínio do que é desconhecido. No entanto, esse fato de ser estranho também tem um lado mais negativo. O estranho ou estrangeiro, por não poder ser controlado e ordenado, é sempre objeto de temor. Ele é o assaltante em potencial, a pessoa fora das fronteiras da sociedade que está constantemente ameaçando.
O famoso livro de Bauman, Modernidade e Holocausto, é uma tentativa de dar um relato completo sobre os perigos que se originam desses tipos de temor. Com base nos livros de Hannah Arendt e Theodor Adorno sobre o totalitarismo e o Iluminismo, Bauman desenvolveu o argumento de que o Holocausto não deve simplesmente ser considerado um evento na história judaica, nem uma regressão à barbárie pré-moderna. Em vez disso, ele argumentou, o Holocausto deve ser visto como profundamente ligado à modernidade e seus esforços de criação de ordem. A racionalidade procedimental, a divisão do trabalho em tarefas cada vez menores, a categorização taxonômica de diferentes espécies e a tendência a considerar moralmente bom o cumprimento de regras foram todos fatores que desempenharam o seu papel na ocorrência do Holocausto.
Bauman argumentou que, por essa razão, as sociedades modernas não aceitaram plenamente as lições do Holocausto, sendo este geralmente visto - para usar a metáfora de Bauman - como um quadro pendurado na parede, que oferece poucas lições. Na análise de Bauman, os judeus se tornaram "estranhos" por excelência na Europa; a Solução Final foi retratada por ele como um exemplo extremo das tentativas feitas pelas sociedades para extirpar os elementos desconfortáveis e indeterminados existentes dentro delas.
Bauman, como o filósofo Giorgio Agamben, sustentou que os mesmos processos de exclusão que operaram no Holocausto poderiam atuar ainda hoje. E até certo ponto efetivamente atuam.

### A definição de Iluminismo em Adorno e Horkheimer
Em sua análise da sociedade contemporânea ocidental, na obra Dialética do Esclarecimento (de 1944, revisada em 1947), Theodor Adorno e Max Horkheimer desenvolveram um conceito amplo e pessimista de Iluminismo. Nessa análise, apresentaram o lado sombrio do Iluminismo ou Esclarecimento. Ao tentar abolir a superstição e os mitos através da filosofia "fundacionalista", o Iluminismo ignorou sua própria base "mítica" e, por outro lado, seus esforços no sentido da totalidade e da certeza levaram a uma crescente instrumentalização da razão. Na opinião deles, o Esclarecimento em si deve ainda ser esclarecido e não ser mostrado como uma visão do mundo "livre de mitos".
Para a filosofia marxista, em geral, a racionalização está intimamente associada com o conceito de "fetichismo da mercadoria".

## Consumo

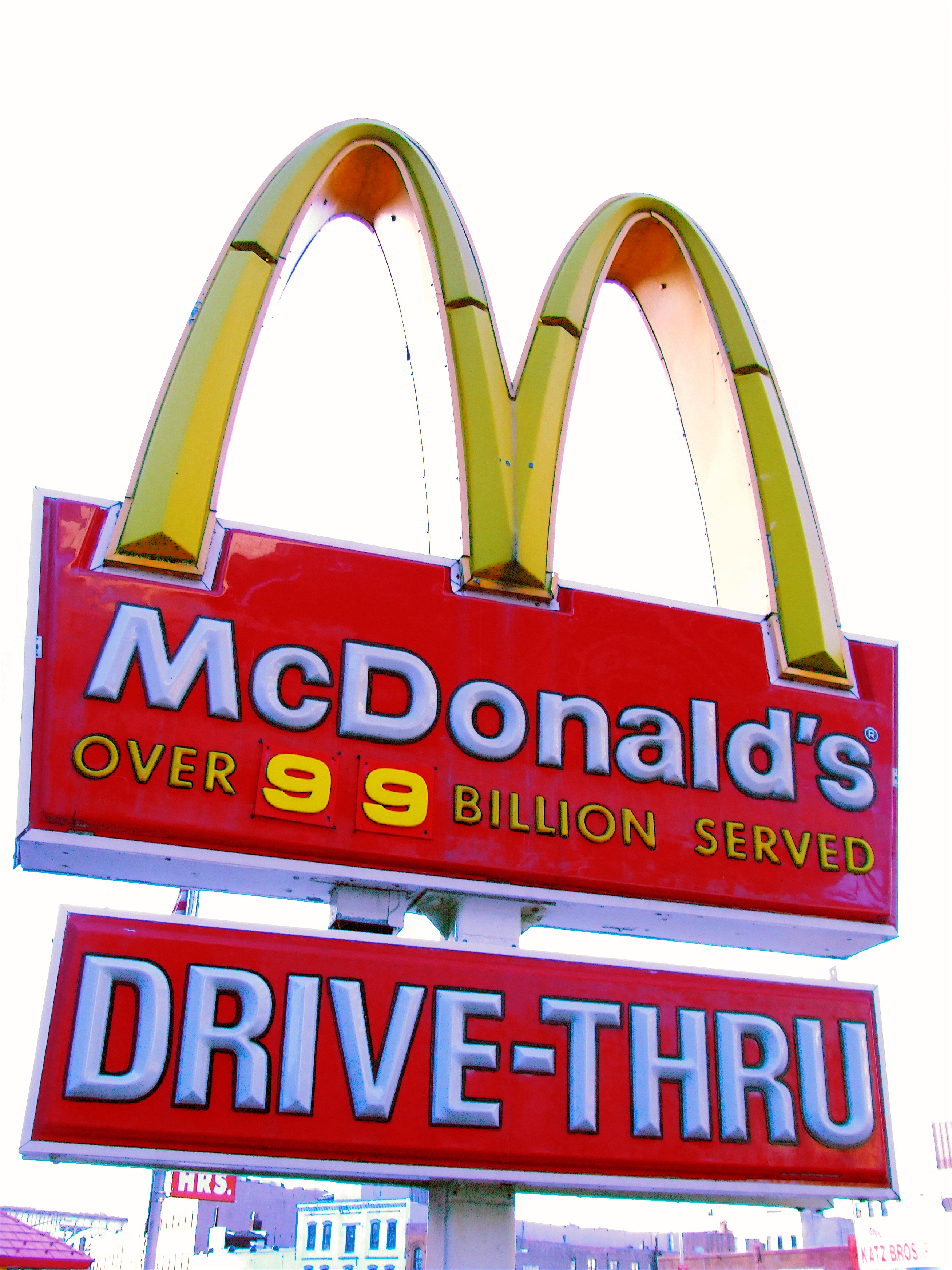
Letreiro em um McDonald's "drive-thru". A afirmação "mais de 99 bilhões servidos" ilustra a ideia de Ritzer de calculabilidade.

O sociólogo George Ritzer tem usado o termo McDonaldização para se referir não apenas às ações observadas nos restaurantes fast-food, mas também ao processo geral de racionalização. Ritzer distingue quatro componentes primários de McDonaldização:
- Eficiência - o melhor método para realizar uma tarefa, o método mais rápido para ir do ponto A ao ponto B. Em outras palavras, a eficiência, no que toca à McDonaldização, significa que todos os aspectos de determinada organização se voltam para a minimização do tempo empregado em uma tarefa.[5]
- Medição – metas são quantificáveis (vendas, lucro, etc.) ao invés de subjetivas (sabor, trabalho, etc.). A McDonaldização  desenvolveu a noção de que "quantidade gera qualidade" e que a venda de uma grande quantidade de produtos aos consumidores significa alta qualidade do produto.[5]

## Racionalização de outros campos da vida humana

### Corpo humano
Uma tendência de racionalização é no sentido da eficiência e do rendimento do corpo humano. Vários meios servem a tal finalidade, tais como a adoção de exercícios regulares, dietas planejadas, intensificação da higiene e uso de medicamentos. Assim como trazem um aumento da expectativa de vida, essas práticas produzem corpos mais fortes e preparados para completar tarefas mais rapidamente, permitindo que suportem os rigores do mercado de trabalho no contexto histórico do capitalismo.

### Educação
O foco da educação racionalizada tende a se deslocar de assuntos que envolvem o discurso crítico (por exemplo, a filosofia) para outros que contribuem para o funcionamento calculado da sociedade (como a administração). Outra característica da racionalização no campo educacional é a utilização de exames padronizados e testes de múltipla escolha, que avaliam os estudantes com base em respostas numeradas e contra padrões uniformes.[carece de fontes?]